# Przesunięcie językowe
Przesunięcie językowe (ang. language shift) – proces przechodzenia dużej części społeczeństwa z jednego języka na inny. Proces ten może być długotrwały, trwać przez stulecia, lecz bywa widoczny już w ciągu życia jednego, dwóch pokoleń. Do najczęstszych przyczyn należą: asymilacja mniejszościowych grup etnicznych do języka dominującego, świadoma polityka językowa władz oświatowych, wyraźnie wyższy prestiż kulturowy jednego z języków. Proces ten czasami powiązany jest z wymieraniem języka słabszego. Do historycznych przesunięć językowych należą:
- romanizacja podbitych ludów celtyckich w Cesarstwie Rzymskim
- przejście Irlandczyków na język angielski w epoce dominacji brytyjskiej
- polonizacja części ludności Wielkiego Księstwa Litewskiego
- germanizacja Mazurów w Prusach Wschodnich po zjednoczeniu Niemiec przez Bismarcka (w pierwszej połowie XIX dialekt mazurski dominował jeszcze na tych terenach)
- spontaniczna polonizacja Niemców krakowskich i poznańskich w XIX w. jako reakcja na działania zaborców.
- przejście w XIX w. mieszkańców Brukseli z języka flamandzkiego na francuski[1]
- zamiana językowa na północnych Molukach (dzisiejsza Indonezja): złożony przebieg osadnictwa doprowadził do przyjęcia języków papuaskich wśród ludów północnohalmaherskich (m.in. Ternate, Tidore i Galela) oraz języków austronezyjskich wśród mieszkańców południowej Halmahery (wykazujących papuaskie cechy fizyczne)[2].

W najnowszych czasach, w związku z gwałtowną globalizacją, procesy przesunięcia językowego uległy znacznemu przyspieszeniu i widoczne są już w następnym pokoleniu.
Przykłady przesunięć językowych z okresu po II wojnie światowej:
- Izrael: masowe przejście na język hebrajski członków diaspory żydowskiej pochodzących z różnych krajów
- Indie: przechodzenie wykształconych Hindusów na język angielski
- Indonezja: porzucanie języków etnicznych na rzecz miejscowych dialektów języka malajskiego[3] (np. przechodzenie z języków minahaskich i sangirskich na malajski miasta Manado[4], przechodzenie z języka ternate na malajski wyspy Ternate[5])
- Japonia: porzucanie języków riukiuańskich na rzecz języka japońskiego[6]
- Chiny, Singapur: przechodzenie Chińczyków młodszego pokolenia z własnych form chińskiego na standardowy język mandaryński[7] w związku z promowaniem tej odmiany języka chińskiego jako ogólnonarodowej w systemie oświaty i w mediach. Jeszcze na początku XX w. standard ten był niezrozumiały dla większości Chińczyków.
- Nigeria: przechodzenie z języków etnicznych na język angielski bądź pidżyn nigeryjski.
- Białoruś: przechodzenie z języka białoruskiego na rosyjski.